# Albiorix argentiniensis
Espèce
Synonymes
- Dinoroncus argentiniensis Hoff, 1950

Albiorix argentiniensis est une espèce de pseudoscorpions de la famille des Ideoroncidae.

## Distribution
Cette espèce est endémique de la province de La Rioja en Argentine. Elle se rencontre vers La Sébila.

## Systématique et taxinomie
Cette espèce a été décrite sous le protonyme Dinoroncus argentiniensis par Hoff en 1950. Elle est placée dans le genre Albiorix par Mahnert en 1984.

## Étymologie
Son nom d'espèce, composé de argentin[a] et du suffixe latin -ensis, « qui vit dans, qui habite », lui a été donné en référence au lieu de sa découverte, l'Argentine.

## Publication originale
- Hoff, 1950 : Pseudoescorpionidos nuevos o poco conocidos de la Argentina (Arachnida, Pseudoscorpionida). Arthropoda, Buenos Aires, vol. 1, p. 225-237.